# The Last Customer
The Last Customer è un cortometraggio del 2002 diretto da Nanni Moretti.
Fu presentato fuori concorso al 56º Festival di Cannes.

## Trama
Il cortometraggio racconta l'ultima giornata prima della chiusura di una vecchia farmacia di New York. La farmacia, di proprietà di una famiglia di italo-americani (i Gandini), dopo cinquant'anni di attività verrà infatti distrutta. Nel giorno dell'addio all'attività i proprietari e i vecchi clienti si abbracciano, mostrando l'importanza del ruolo di questo negozio per il loro quartiere.

## Riconoscimenti
- Targa d'oro come miglior cortometraggio documentario al Chicago International Film Festival (2003)